# کوستیا زو
کوستیا زو (روسی: Константин Борисович "Костя" Цзю؛ زادهٔ ۱۹ سپتامبر ۱۹۶۹) بوکسور اهل روسیه است.